# Sean Bentivoglio
Sean David Bentivoglio (* 16. Oktober 1985 in Thorold, Ontario) ist ein italo-kanadischer Eishockeyspieler, der seit der Saison 2016/17 bei den Cardiff Devils in der britischen Elite Ice Hockey League unter Vertrag steht.

## Karriere
Sean Bentivoglio begann seine Karriere als Eishockeyspieler in der Mannschaft der Niagara University, die er von 2003 bis 2007 besuchte. Gegen Ende der Saison 2006/07 gab der Flügelspieler für die Providence Bruins aus der American Hockey League sein Debüt im professionellen Eishockey. Anschließend stand er drei Jahre lang beim Franchise der New York Islanders unter Vertrag, für das er allerdings nur in der Saison 2008/09 bei der 1:5-Niederlage am 2. April 2009 gegen die Canadiens de Montréal in der National Hockey League zum Einsatz kam. Die gesamte restliche Zeit verbrachte er bei deren Farmteam Bridgeport Sound Tigers in der AHL.
Für die Saison 2010/11 wurde Bentivoglio von den Augsburger Panthern aus der Deutschen Eishockey Liga verpflichtet. Im Sommer 2011 wechselte er zum amtierenden italienischen Meister Asiago Hockey. Nach fünf Saisonen in Italien unterzeichnete Bentivoglio bei den Cardiff Devils mit Spielbetrieb in der britischen Elite Ice Hockey League.

### International
Für Italien nahm Bentivoglio im Februar 2014 an der Euro Ice Hockey Challenge teil, wo ihm außerdem sein erster Treffer für die Azzurri gelang.

## Erfolge und Auszeichnungen
- 2004 CHA-Meister mit der Niagara University
- 2013 Italienischer Meister mit Asiago Hockey
- 2015 Italienischer Meister mit Asiago Hockey

## Statistik
(Stand: Ende der Saison 2009/10)